# 绿河 (犹他州)
绿河（英文：Green River），是美国犹他州埃默里县下属的一座城市。建市于 不明年份年，面积大约为12.57平方英里（32.6平方公里），海拔约为4,078英尺（1,243米）。根据2010年美国人口普查，该市有人口952人。